# Kannebäck

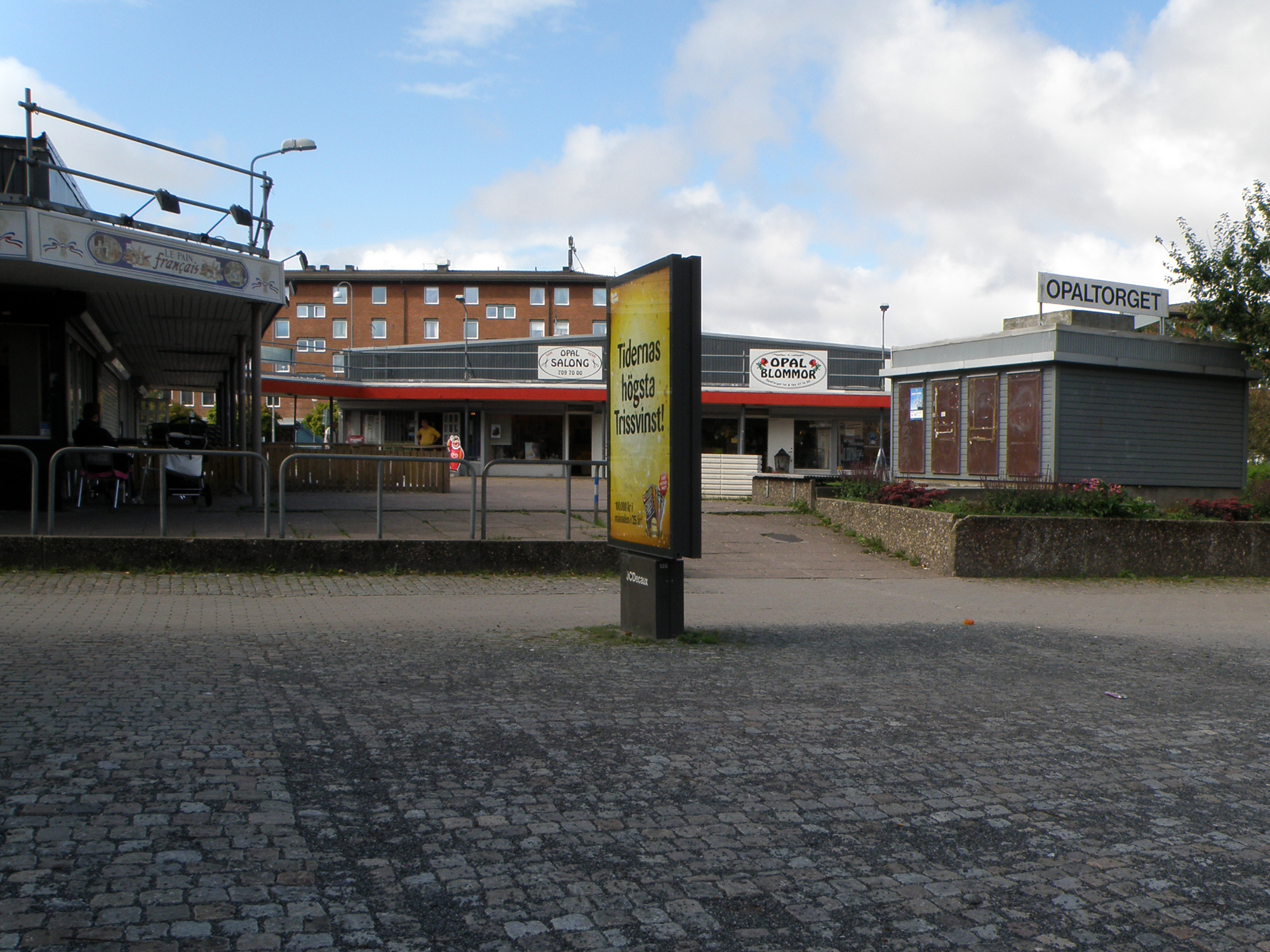
Opaltorget 2011

Kannebäck är ett primärområde i stadsområde Sydväst i Göteborgs kommun. Området består av både småhus och flerfamiljshus och här ligger även Opaltorget. 
Söderut finns en byggnad för fågelskådning samt djurhållning av höglandskor.

## Nyckeltal

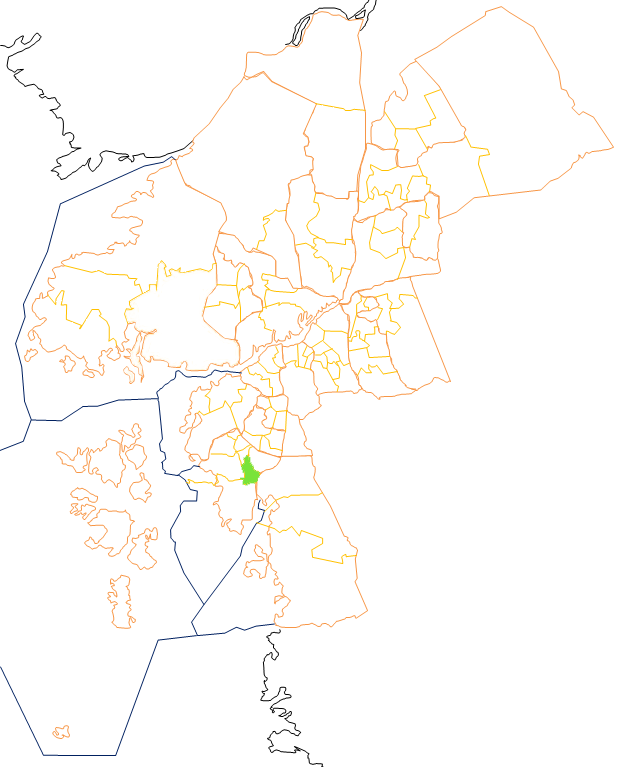
Kannebäck

Nyckeltalen redovisar statistik som beskriver Göteborg och dess 96 delområden, primärområden, per den 31 december och kan användas för att jämföra de olika områdena. Nedan redovisas uppgifter för primärområdet och jämförelse görs mot uppgifterna för hela kommunen.
|                                                           | Kannebäck  | Hela Göteborg |
| --------------------------------------------------------- | ---------- | ------------- |
| Folkmängd                                                 | 3 192      | 587 549       |
| Befolkningsförändring 2020–2021                           | -67        | +4 493        |
| Andel födda i utlandet                                    | 34,2 %     | 28,3 %        |
| Andel utrikes födda eller med två utrikes födda föräldrar | 49,9 %     | 38,1 %        |
| Medelinkomst                                              | 287 500 kr | 332 400 kr    |
| Arbetslöshet                                              | 8,7 %      | 6,6 %         |
| Antal ersatta dagar från F-kassan per person (16-64 år)   | 25,4       | 19,5          |
| Andel med eftergymnasial utbildning (minst 3 år)          | 27,4 %     | 37,9 %        |
| Andel bostäder byggda 1961–1970                           | 95,3 %     |               |
| Andel bostäder i allmännyttan                             | 51,6 %     | 25,9 %        |
| Antal färdigställda bostäder 2021                         | 0          |               |
| Andel bostäder i småhus                                   | 14,9 %     | 18,3 %        |

## Stadsområdes- och stadsdelsnämndstillhörighet
Primärområdet tillhörde fram till årsskiftet 2020/2021 stadsdelsnämndsområdet Västra Göteborg och ingår sedan den 1 januari 2021 i stadsområde Sydväst.